# 林家地乡
林家地乡是中华人民共和国内蒙古自治区赤峰市敖汉旗已撤销的一个乡。
2012年1月20日，内蒙古自治区人民政府批复同意分别从新惠镇、四家子镇划出部分区域，设置林家地乡，辖南三家、二官营子、新地、丰盛店、德力胡同、老烧锅、大吉恒地、二道营子、林家地、南双庙、热水汤、大古力吐、东井13个村，驻热水汤。
2016年7月20日，内蒙古自治区人民政府批复同意撤销林家地乡，将原林家地乡的南三家、二官、新地、丰盛店、德力胡同、老烧锅、大吉恒地、二道营子8个村划归新惠镇管辖，将原林家地乡的林家地、南双庙、热水汤、大古力吐、东井5个村划归四家子镇管辖。